# Zderaz (Chrudimi járás)
Zderaz település Csehországban, a Chrudimi járásban. Zderaz Hluboká, Proseč, Perálec, Bor u Skutče, Leština és Nové Hrady településekkel határos. Lakosainak száma 273 fő (2024. január 1.).

## Népesség
A település lakosságának változását az alábbi diagram mutatja:
| Lakosok száma | 570  | 570  | 476  | 359  | 288  | 297  | 276  | 283  | 277  | 273  |
|               | 1869 | 1890 | 1921 | 1950 | 1980 | 2001 | 2017 | 2019 | 2022 | 2024 |